# Riurau

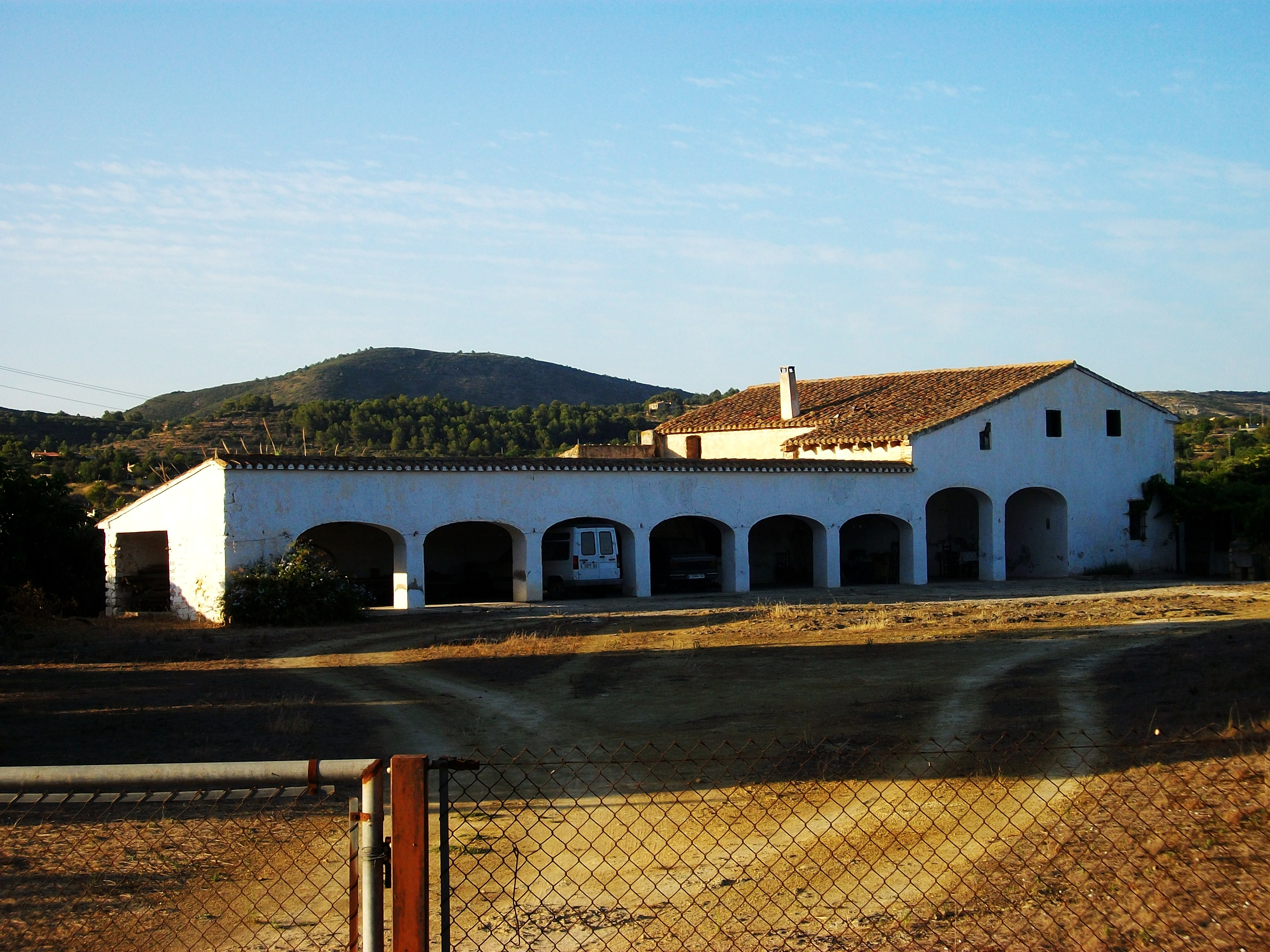
Riurau del Ferrandet, Benisa (Alicante)

El riurau es una construcción rural característica de la comarca alicantina de la Marina Alta (España). Su función estaba relacionada con la producción de pasa en esa comarca, principalmente para protegerla de las inclemencias del tiempo.
Se trata de una construcción sencilla, de planta rectangular alargada cerrada en todos sus frentes excepto el que orienta hacia el soleamiento, donde dispone de amplias arquerías carpanel formadas con ladrillo macizo y mampostería, sobre pilares realizados también con mampostería o ladrillo. De una sola crujía, se cubre con teja hacia el lado de los arcos.
Esta construcción se sitúa exenta o bien adosada a uno de los frentes de la casa o edificación principal.